# Selektiver Androgenrezeptor-Modulator
Selektive Androgenrezeptor-Modulatoren (SARM) sind eine neue Klasse von androgenrezeptorbindenden Substanzen. In ihrer Wirkung ähneln sie anabolen und androgenen Steroiden.
Die derzeit bekanntesten und erforschten sind Ostarine und Andarine (S-4).
Beide Medikamente sind derzeit nicht als Arzneimittel zugelassen, werden jedoch meist von chinesischen Herstellern in Europa und den USA vertrieben, wobei der Wirkstoffgehalt dieser Produkte umstritten ist.
Ostarine wird vom Arzneimittelkonzern GtX als „enobosarm“(Ostarine®;GTx-024) geführt und erforscht. Es gilt als potentielles Arzneimittel gegen Muskelschwund und andere Muskelerkrankungen.
Die Bindungsaffinität zum Androgenrezeptor ist stärker als die von Testosteron, laut Studien bis zu zehnfach. Seit 1998 wird weiter an nichtsteroidalen Androgenen geforscht. Bei diesen Studien wurde herausgefunden, dass SARMS vorrangig in anabolen Geweben wie  Muskeln wirken, während sie androgene Gewebe (z. B. Prostata) weitaus weniger beeinflussen. Einige SARMs haben des Weiteren auch eine positive Wirkung auf Knochengewebe, ähnlich wie Nandrolon.
Es existieren zurzeit keine Studien an Menschen, Studien bei Tieren existieren. Eines der vielversprechendsten SARM trägt den Namen S-1, kurz für 3-(4-Fluorphenoxy)-2-hydroxy-2-methyl-N-[4-nitro-3,5-(trifluormethyl)phenyl]propanamid. S-1 vermag bei kastrierten Ratten, also Ratten, die kein eigenes Testosteron bilden, die Masse der Muskulatur zum größten Teil zu erhalten, während typisch androgene Gewebe, wie die Prostata, um ein Vielfaches schwächer ansprechen. Dabei hemmt S-1 sogar in gesunden (nicht kastrierten) Versuchstieren die Testosteronwirkung in androgenen Geweben, indem es zwar an die dortigen Androgenrezeptoren bindet, aber nur eine geringe Wirkung entfaltet – die besetzten Rezeptoren sind für Testosteron dadurch unzugänglich. SARM gelten somit als partielle AR-Agonisten in androgenen Geweben und als volle AR-Agonisten in anabolen Geweben, wodurch das Kriterium der Selektivität erfüllt ist.
Neuere SARM wie S-1, S-2, S-3 haben eine androgene Wirkung von 3–15 % im Vergleich zu Dihydrotestosteron, bei einer anabolen Aktivität von fast 100 Prozent. Die unterschiedlichen SARM haben unterschiedliche Wirkungen auf die Hypophyse. Einige wirken agonistisch auf die Androgenrezeptoren der Hypophyse und hemmen demzufolge die Produktion von LH und FSH und somit die Testosteronproduktion, während andere SARM diese spezielle Wirkung nicht aufweisen.
SARM sind seit 2008 in Dopingmitteltests nachzuweisen. Dazu werden die Zielsubstanzen aus dem Urin extrahiert und mit Hilfe chromatographischer und massenspektrometrischer Systeme identifiziert. Die World Anti-Doping Agency (WADA) setzte die SARM 1998 auf ihre Verbotsliste. Die deutsche Dopingmittel-Mengen-Verordnung erfasst sie seit 2013. Die „nicht geringe Menge“, deren Besitz strafbar laut dem Arzneimittelgesetz ist, liegt bei 540 mg. 
Mediale Aufmerksamkeit erhielten SARM im Zuge von zwei positiven Dopingstest beim Giro d’Italia 2020. Matteo Spreafico (Vini Zabù-Brado-KTM) wurde in Proben vom 15. und 16. Oktober 2020 positiv auf Enobosarm getestet und in der Folge suspendiert.
2022 wurde der Wide Receiver DeAndre Hopkins von den Arizona Cardinals wegen eines positiven Tests auf Ostarine für die ersten sechs Spiele der NFL 2022 gesperrt.